# انتخابات الرئاسة الأبخازية 2009
انتخابات الرئاسة الأبخازية 2009 هي الانتخابات الرئاسية التي جرت في 12 ديسمبر 2009، في حكومة جمهورية أبخازيا، لانتخاب رئيس أبخازيا، فاز بالانتخابات سيرغيه باغابش.